# ريتشارد دينينغ
ريتشارد دينينغ (بالإنجليزية: Richard Denning) مواليد 27 مارس 1914 في بكبسي، الولايات المتحدة - الوفاة 11 أكتوبر 1998 في إسكونديدو، الولايات المتحدة، هو ممثل أمريكي بدأ مسيرته الفنية سنة 1937. امتدت مسيرته الفنية لأكثر من 43 عاما.

## قائمة الأعمال

### الأفلام
- (1953) الهدف هونغ كونغ

## روابط خارجية
- ريتشارد دينينغ على موقع IMDb (الإنجليزية)
- ريتشارد دينينغ على موقع أول موفي (الإنجليزية)
- ريتشارد دينينغ على موقع قاعدة بيانات برودواي على الإنترنت (الإنجليزية)
- ريتشارد دينينغ على موقع قاعدة بيانات الأفلام السويدية (السويدية)
- ريتشارد دينينغ على موقع إن إن دي بي (الإنجليزية)
- ريتشارد دينينغ على موقع ديسكوغز (الإنجليزية)
- ريتشارد دينينغ على موقع قاعدة بيانات الفيلم (الإنجليزية)